# CANVAS
株式会社CANVAS（キャンバス）は、東京都新宿区に所在する株式会社。ワークショッププログラムの企画開発、制作、運営、提供を事業内容としている。

## 概要
NPO法人 CANVASの活動をベースに、吉本興業の出資を得て設立され、6000人の芸人を活かした地方創生や海外展開・SDGsへの取組における連携、教育コンテンツの国内・アジア展開を計画している。
2020年3月21日（土）、22日（日）に開催されたワークショップコレクション運営事務局が株式会社CANVAS内に設置されるなどしている。